# Дубровский, Андрей Михайлович
Андре́й Миха́йлович Дубро́вский (26 октября 1921 — 15 октября 1988) — советский художник-живописец, член Союза художников СССР. 

## Биография
Родился 26 октября 1921 года в селе Казанцево (ныне — Тюкалинский район) Омской области в крестьянской семье.
Через 4 года переезжает в Омск. Именно в областном центре прошли детские и юношеские годы художника.
В 1939 году окончил среднюю школу и поступил в Омское художественное училище имени М. А. Врубеля на отделение живописи, окончить которое не дала Великая Отечественная война.
В 1947 г. демобилизовался и поступил в систему «Всехудожник» г. Омска, преобразованную после в художественный фонд.
В 1952 г. А. М. Дубровский становится членом союза советских художников.
В 1953 г. по решению Омского обкома партии направляется на целинные земли в южные районы своей области и Северный Казахстан.
Там появляются этюды и картины «Поднятая целина», «Кухня и первая палатка», «Целинные степи» и многие другие.
В 1964 г. А. М. Дубровского перевели в Киргизию. За шесть лет работы в Киргизии появились такие работы, как «Горы Киргизии», «Озеро Иссык-Куль», «Озимые» и т. д.
В 1968 году переезжает в г. Ульяновск. Там в творчество А. М. Дубровского входит ещё одна масштабная тема — ленинская. Заглавным его произведением стала картина о молодом Владимире Ульянове — «Раздумье».
На родине Ленина художник открывает для себя ещё одну тему — природу Поволжья. Большинство его пейзажей посвящены именно ей.
Андрей Михайлович совмещал творческую деятельность с активным участием в общественной жизни организации Союза художников.
В течение 10 лет он избирался членом партийного бюро, заместителем секретаря партийной организации.
В период подготовки к 100-летию со дня рождения Ленина работал главным художником Ульяновского отделения Художественного фонда.
Ушёл из жизни 15 октября 1984 года в Ульяновске, похоронен на Северном кладбище Ульяновска.

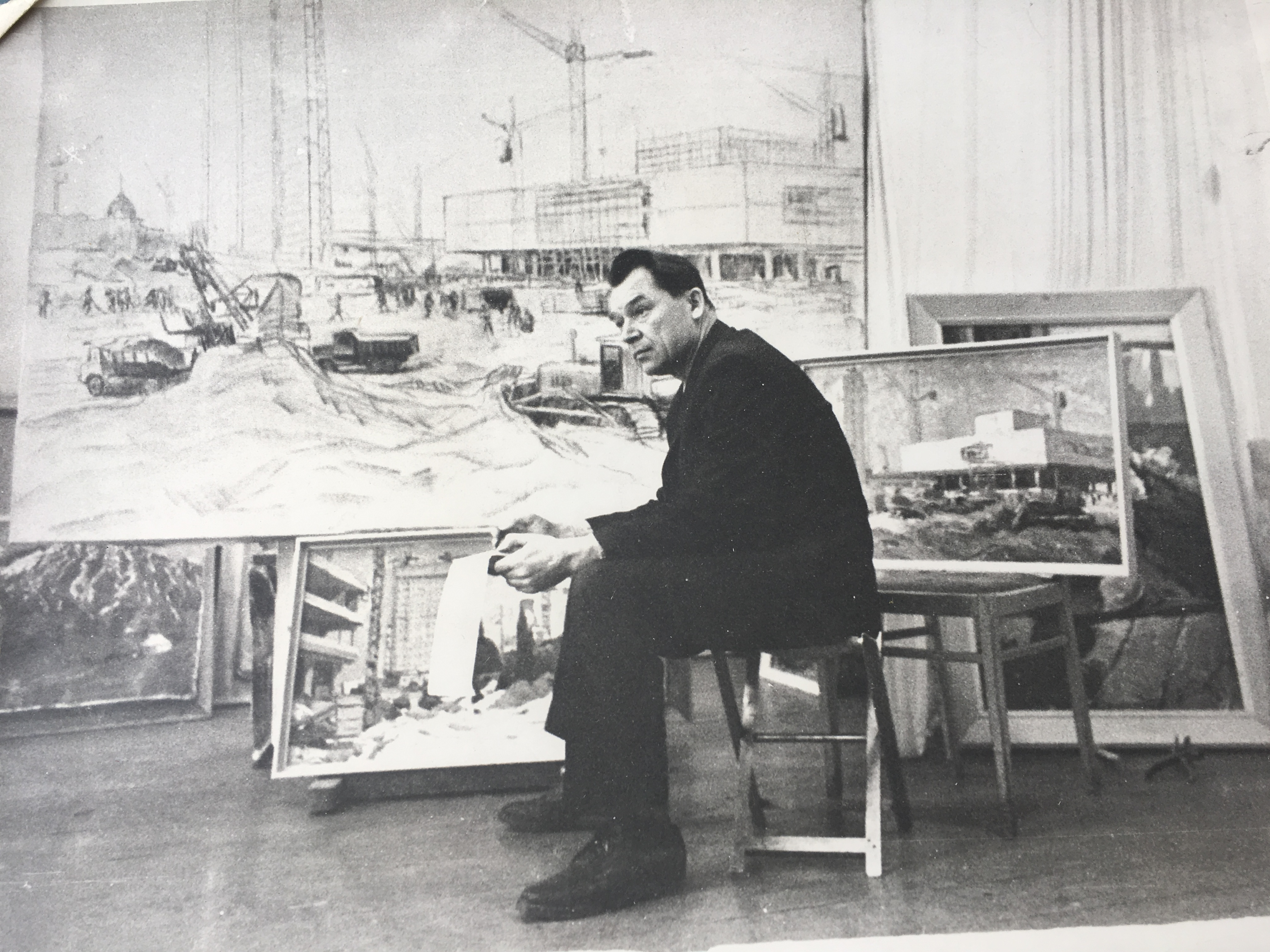

## Творчество
Картины А. М. Дубровского находятся в выставочных фондах министерства культуры России, Омском художественном музее, Омском краеведческом музее, Новгородском музее, Воркутинском художественном музее, выставочных фондах министерства культуры Киргизии, Ульяновском художественном музее, Ульяновском краеведческом музее.
Многие работы А. М. Дубровского находятся в частных коллекциях в России и за рубежом.
А. М. Дубровский — участник многочисленных республиканских, зональных и областных выставок.

## Цитаты
— «Когда я приехал в целинный край, чтобы запечатлеть освоение целинных и залежных земель, я растерялся, но, присмотревшись, понял, насколько поэтичен простор степей, их удивительная игра цвета, особенно в утреннее и вечернее время»
— «Даже в пасмурный день природа насыщена не серым, а прозрачно голубым цветом. Иногда не хватает силы красок, чтобы взять такое звучание цвета»

## Работы
- Озеро (1945)
- Тайга (1946)
- Весна в тайге (1946)
- Лесоразработки (1947)
- Зима (1947)
- Валуны (1947)
- Контора юрта (1954)
- Поднимают целину (1954)
- Кухня и первая палатка на целине (1954)
- На зимовке (1955)
- Строительство зернохранилища (1955)
- Савхоз «Целинный» (1955)
- Вечер на целине (1955)
- Полевой стан (1955)
- В степи (1956)
- Урман зимой (1956)
- Парк южных культур (1956)
- Ергакский хребет (1956)
- Ущелье Ак-Су (1956)
- Край Сибирский (1957)
- Половодье (1959)
- Новый поселок (1959)
- Река Оя (1961)
- Портрет учительницы Игнатьевой (1962)
- Зимовье Чабана (1966)
- У Юрты (1966)
- Пастбище (1967)
- Строительство Ленинского Мемориала (1969)
- Зимовье (1977)
- Пробуждение весны (1977)
- Киргизские горы (1977)
- Ленинский Мемцентр (1978)
- Строительство Мемцентра (1978)